# Fellegvár (Mátészalka)
Fellegvár ma Mátészalka egyik városrésze, mely a középkori Szalka (Mátészalka) uradalmi központja volt a 14. század utolsó harmadától.

## Története
Az egykori Fellegvár területén ma a Budai Nagy Antal, Fellegvár, Kraszna és Munkácsy Mihály utca, valamint a Fellegvár köz és Munkácsy köz található.
A mezővárost birtokló Csaholyi család tagjai a 14. század végén alakították ki itt uradalmuk központját.
Nemesi kúriájuk, melyet 1504-ben említenek először, a mai Budai Nagy Antal utca végén lévő, mindössze néhány méter magas dombon állt, a zsidótemető helyén.
Az épületet a Csaholyiak örökébe lépő brebiri Melith György 1556-1558 között megerősített kastéllyá fejlesztette, majd Izabella királyné és fia, János Zsigmond 1559-ben Erdély egyik végvárává tette.
Az egykori erődítmény főépülete egy 40×80 méteres területen feküdt, nyugatra néző bejárata felett állhatott a többszintes lakótorony, melyet a környéken Fellegvár-nak neveztek.
Fellegvárról fennmaradt szájhagyomány szerint Rákóczi egyik embere lakott ott, és a Fellegvárt alagút kötötte össze az Ecsedi várral(Nagyecsed).
Mások pedig a felhő, tájnyelvi felleg szóhoz kapcsolják. E szerint, ha felleg volt, itt rögtön esett az eső. (W. Vityi Z.: A szalkai fellegvár története)
Ami az Ecsedi várral összekötött alagutat illeti, valami alapja lehet, ha nem is vezetett Ecsedig. A fellegvárból kivezető menekülő út lehetett itt, mivel Szalka Ecsed (Nagyecsed) irányába futó utcájában, a Dózsa György u.-on többször találtak a kertekben használaton kívüli beszakadó ismeretlen célú régi alagút, vagy pincerészeket. Lehettek ezek esetleg a fellegvárból kivezető menekülőutak megmaradt, elfeledett darabjai is.
Mátészalka helynevei között található még a Kő-kert, Kő-kert dűlő elnevezés is, mely szintén a Fellegvárral hozható összefüggésbe. Kőkert dűlő kaszáló és szántó volt, a Budai Nagy Antal utca egyik szakasza épült rá. Pesty Frigyesnél erről ez olvasható: „…hagyomány szerént Zalkodi Máténak ősi lakóhelye ezen hellyen vólt, - ma pedig már a város alatt lévő szántóföld azonban igen szép felemelkedett helly.”  Egy másik forrásban ez áll: „A Kűkert-dűlőn a hagyomány szerint Zalka Máté vára volt.” Mindkét forrás Szirmaira vezethető vissza, ő említi a nemlétező Zalka grófot és Máté nevű fiát.
W. Vityi Zoltán kutatásai szerint ezen a helyen állt hajdan a Fellegvár, ennek erődrendszerét János Zsigmond megerősíttette. Más adatközlők szerint is szántáskor épülettörmelékeket, tégladarabokat találtak itt.